# Varga Zsolt (vízilabdázó, 1972)
Varga Zsolt (Budapest, 1972. március 9. –) olimpiai és kétszeres Európa-bajnok vízilabdázó, edző. Balkezes játékos. A sportsajtóban Varga I. Zsolt néven ismert. 2022. július 20-tól, Märcz Tamást váltva, a magyar férfi vízilabda-válogatott szövetségi kapitánya.

## Élete
Szülei hároméves korában elváltak, édesanyja és nevelőapja nevelte. Benedek Tiborral a II. kerületi II. Rákóczi Ferenc Gimnáziumba járt, ahonnét kirúgták, érettségi vizsgát már a Kölcsey Ferenc Gimnáziumban tett. Az Eötvös Loránd Tudományegyetem Bölcsészettudományi Karának történelem szakán szerzett diplomát 1997-ben.
A kilencvenes évek közepétől a 2000-es évek elejéig Kovalcsik Ildikóval, közismertebb nevén Liluval élt házasságban. 2004-től Tania Rebagliati, egykori olasz válogatott tornász volt a párja. Harmadik feleségével, Bogival három gyermeket nevelnek.

## Sportpályafutása

### Játékosként
A KSI-ben kezdett vízilabdázni. Nevelőedzői Kőnigh György és Pék Gyula.
1988-ban a junior Eb-n harmadik volt. A következő évben az ifjúsági Eb-n első, a junior világbajnokságon ötödik helyezett volt. Ebben az évben az Újpesti Dózsához szerződött. 1990-ben tagja lett a felnőtt válogatott keretének. Ebben az évben a BVSC játékosa lett. 1992-ben szerepelt az olimpián hatodik helyen végzett csapatban.
1993-ban második volt a Világkupán, és az Európa-bajnokságon. 1994-ben ötödik helyen végzett a világbajnokságon. Az év végén kéztörést szenvedett, amely nem gyógyult megfelelően, így a vártnál hosszabb időt kellett kihagynia. 1995-ben Magyar Kupa-győztes volt. A bécsi Európa-bajnokságon ezüst-, az atlantai Világkupán aranyérmet szerzett. 1996-ban klubjával a KEK döntőjéig jutott. A magyar bajnokságban első volt. Az olimpián negyedik lett.
1997-ben a Világkupában harmadik volt. A magyar bajnokságban ismét első lett. Ezt követően a Mladost Zagreb játékosa lett. Az Európa-bajnokságon a dobogó legmagasabb fokára állhatott. Az 1998-as világbajnokságon második helyezett volt. A Mladosttal 1998-ban harmadik volt a bajnokok ligájában, 1999-ben első a KEK-ben. A válogatott játékosaként 1999-ben megvédte Európa-bajnoki címét és Világkupa győztes lett. Ugyanebben az évben a horvát bajnokságban első volt. 2000-ben a BL döntőjéig jutott. A válogatottal olimpiai bajnoki címet szerzett.
2001-ben LEN-kupa győztes volt. Az Európa-bajnokságon harmadik, a világbajnokságon ötödik lett. A következő szezontól kilenc éven át Olaszországban szerepelt. 2010-ben a Ferencváros játékosa lett. A játékos-pályafutása mellett a junior válogatott mellett is dolgozott.

### Edzőként
2012-ben befejezte játékos pályafutását. Az FTC-nél azt ifik edzője, és az utánpótlás csapatok szakmai igazgatója lett. 2013-tól a felnőtt csapat edzője lett, Ambrus Tamást váltva a kispadon. A 2012 decemberében másodedzőként ezüstéremhez segítette az ifjúsági válogatottat a világbajnokságon. 2014 januárjában lemondott az utánpótlás válogatottak másodedzői posztjáról. A 2016-17-es szezonban csapatával 19 év után újra nagy sikert aratott klubszinten: a döntőben Nagyvárad csapata ellen összesítésben, a második döntő után 19-13 arányban bizonyultak jobbnak, így megnyerték az Európa-kupát. 2018-ban megvédték a címet. Ugyanebben az évben győztek az európai szuperkupában. 2019-ben LEN-bajnokok ligáját nyert a csapatával. 2022 júliusában kinevezték a magyar férfi válogatott szövetségi kapitányának. 2023 nyarán irányításával világbajnokságot nyert a magyar csapat Fukuokában.

### Eredményei

#### Sportegyesületekben
- Országos ifjúsági bajnok (1988, 1989)
- Országos junior bajnok (1990)
- Országos felnőtt bajnok (1996, 1997)
- Magyar kupagyőztes (1995)
- Kupagyőztesek Európa-kupája ezüstérmes (1996)
- Horvát bajnok (1999)
- Horvát kupagyőztes (1998, 2000, 2001)
- Kupagyőztesek Európa-kupája győztes (1999)
- Bajnokok Ligája ezüstérmes (2000)
- LEN-kupa-győztes (2001)

#### A magyar válogatottban
- Ifjúsági Európa-bajnok (Isztambul, 1989)
- Junior világbajnoki ötödik (Canet-en-Roussillon, 1989)
- Olimpiai hatodik (Barcelona, 1992)
- Európa-bajnoki ezüstérmes (Sheffield, 1993)
- Világbajnoki ötödik (Róma, 1994)
- Európa-bajnoki ezüstérmes (Bécs, 1995)
- Olimpiai negyedik (Atlanta, 1996)
- Európa-bajnok (Firenze, 1999)
- Olimpiai bajnok (Sydney, 2000)
- Európa-bajnoki bronzérmes (Budapest, 2001)
- Világbajnoki ötödik (Fukuoka, 2001)

## Díjai, elismerései
- Az év ifjúsági vízilabdázója (1989)
- Az év magyar sportcsapatának tagja (1993, 2000)
- az év magyar vízilabdázója (1996)
- A Magyar Köztársasági Érdemrend tisztikeresztje (2000)
- Az év edzője Vízilabdaedzők Világszervezetének szavazásán (2018, 2019)[9]
- Az év magyar edzője (2019)[10]
- A Magyar Érdemrend parancsnoki keresztje (2023)[11]
- Ormai László-díj (2023)[12]